# Eriopyga orophila
Eriopyga orophila är en fjärilsart som beskrevs av Druce. Eriopyga orophila ingår i släktet Eriopyga och familjen nattflyn. Inga underarter finns listade i Catalogue of Life.